# Dušan Kecman
Dušan Kecman (in serbo Душан Кецман?; Belgrado, 6 novembre 1977) è un ex cestista, allenatore di pallacanestro e dirigente sportivo serbo.

## Palmarès

### Giocatore
- YUBA liga: 2

Partizan Belgrado: 2002-03, 2003-04
- Campionato serbo: 5

Partizan Belgrado: 2006-07, 2007-08, 2009-10, 2010-11, 2011-12
- Campionato greco: 1

Panathinaikos: 2008-09
- Coppa di Serbia: 4

Partizan Belgrado: 2008, 2010, 2011, 2012
- Coppa di Grecia: 1

Panathinaikos:	2008-09
- Eurolega: 1

Panathinaikos: 2008-09
- Lega Adriatica: 4

Partizan Belgrado: 2006-07, 2007-08, 2009-10, 2010-11